# Xã Ogden, Michigan
Xã Ogden (tiếng Anh: Ogden Township) là một xã thuộc quận Lenawee, tiểu bang Michigan, Hoa Kỳ. Năm 2010, dân số của xã này là 973 người.